# Luiz Pacheco
Luiz José Machado Gomes Guerreiro Pacheco (São Sebastião da Pedreira, Lisboa, 7 de Maio de 1925 — Montijo, 5 de Janeiro de 2008) foi um escritor, editor, polemista, epistológrafo e crítico de literatura comunista português.

## Biografia
Nasceu em 1925, na freguesia de São Sebastião da Pedreira, no 1.º andar do n.º 91 da Rua de Dona Estefânia, filho único, no seio de uma família da pequena burguesia, de origem alentejana, com alguns antepassados militares. O pai, Paulo Guerreiro Machado, natural da freguesia e concelho de Mafra, era funcionário público e músico amador. A mãe, Adelina Maria Machado Gomes Guerreiro Pacheco, natural de Lisboa (freguesia de Santa Isabel), era doméstica. Na juventude, Luiz Pacheco teve alguns envolvimentos amorosos com raparigas menores como ele, que haveriam de o levar por duas vezes à prisão.
A 3 de abril de 1947, casou civilmente em Lisboa com Maria Helena da Conceição Alves, então menor, com apenas 16 anos (Socorro, Lisboa, c. 1931), filha de Simão da Alegria Pereira, natural de Castelo de Vide, e de Beatriz da Conceição, doméstica, natural de Oliveira do Hospital. Por sentença transitada em julgado a 8 de novembro de 1967, os dois divorciaram-se litigiosamente, tendo Luiz Pacheco abandonado o domicílio conjugal pelo menos desde fevereiro de 1961. Luiz Pacheco teve oito filhos - Maria Luísa (1948), João Miguel (1950), Fernando António (1958), Luís José (1959), Adelina Maria (1961), Paulo Eduardo (1963) e Maria Eugénia (1964) e Jorge Manuel (1965) - de três mães adolescentes: Maria Helena, Maria do Carmo e Maria Irene.
Desde cedo teve a biblioteca do seu pai à sua inteira disposição e depressa manifestou enorme talento para a escrita. Estudou no Liceu Camões e chegou a frequentar o primeiro ano do curso de Filologia Românica da Faculdade de Letras de Lisboa, onde foi óptimo aluno, mas optou por abandonar os estudos. A partir de 1946 trabalhou como agente fiscal da Inspecção Geral dos Espectáculos, acabando um dia por se demitir dessas funções, por se ter fartado do emprego. Desde então teve uma vida atribulada, sem meio de subsistência regular e seguro para sustentar a família crescente (oito filhos de três mães adolescentes), chegando por vezes a viver na maior das misérias, à custa de esmolas e donativos, hospedando-se em quartos alugados e albergues, indo à Sopa dos Pobres. Esse período difícil da vida inspirou-lhe o conto Comunidade, considerado por muitos a sua obra-prima. Nos anos 1960 e 70, por vezes viveu fora de Lisboa, nas Caldas da Rainha e em Setúbal.
Começa a publicar a partir de 1945 diversos artigos em vários jornais e revistas, como O Globo, Bloco, Afinidades, O Volante, Diário Ilustrado, Diário Popular e Seara Nova. Em 1950, funda a editora Contraponto, onde publica escritores como Raul Leal, Vergílio Ferreira, José Cardoso Pires, Mário Cesariny, António Maria Lisboa, Natália Correia, Herberto Hélder, etc., tendo sido amigo de muitos deles. Luiz Pacheco foi um compagnon de route dos surrealistas portugueses e o seu primeiro e apaixonado editor ("sacristão do surrealismo", chamou-lhe o crítico João Gaspar Simões). Foi amigo íntimo de António Maria Lisboa e de Mário Cesariny, tendo este cortado definitivamente relações com Pacheco, devido a desavenças intelectuais e pessoais (vd. Pacheco versus Cesariny, de Luiz Pacheco e Jornal do Gato, de Mário Cesariny).
Dedicou-se à crítica literária e cultural, tornando-se famoso (e temido) pelas suas críticas sarcásticas, irreverentes e polémicas. Denunciou a desonestidade intelectual e a censura imposta pelo regime salazarista. Em 1989, Pacheco tornou-se militante do Partido Comunista Português, segundo o próprio "para ter um enterro igual ao de Ary dos Santos".
Denunciou, de igual modo, plágios, entre os quais o cometido por Fernando Namora em Domingo à Tarde sobre o romance Aparição de Vergílio Ferreira - "O caso do sonâmbulo chupista" (Contraponto). Foi um dos colaboradores da  revista Pirâmide  (1959-1960)
A sua obra literária, constituída por pequenas narrativas e relatos (nunca se dedicou ao romance ou ao conto) tem um forte pendor autobiográfico e libertino, inserindo-se naquilo a que ele próprio chamou de corrente "neo-abjeccionista". Em O Libertino Passeia por Braga, a Idolátrica, o Seu Esplendor (escrito em 1961), texto emblemático dessa corrente e que muito escândalo causou na época da sua publicação (1970), narra um dia passado numa Braga fantasmática e lúbrica, e a sua libertinagem mais imaginária do que carnal, que termina  de modo frustrantemente solitário.
Alto, magro e escanzelado, calvo, usando óculos com lentes muito grossas devido a uma forte miopia, vestindo roupas usadas (por vezes andrajosas e abaixo do seu tamanho), hipersensível ao álcool (gostava de vinho tinto e de cerveja), hipocondríaco sempre à beira da morte (devido à asma e a um coração fraco), impenitentemente cínico e honesto, paradoxal e desconcertante, é sem dúvida, como pícaro personagem literário, um digno herdeiro de Luís de Camões, Bocage, António Gomes Leal ou Fernando Pessoa.
Debilitado fisicamente e quase cego devido às cataratas, mas ainda a dar entrevistas aos jornais, nos últimos anos passou por três lares de idosos, tendo mudado em 2006 para casa do seu filho João Miguel Pacheco, no Montijo, e daí para um lar, na mesma cidade.
Um ano após a morte de Mário Cesariny, a 26 de Novembro de 2007, em jeito de homenagem ao poeta, Comunidade foi editada em serigrafia/texto com pinturas de Artur do Cruzeiro Seixas pela Galeria Perve. Nessa efeméride, Luiz Pacheco foi entrevistado pela RTP, no seu quarto e último lar de idosos.
Morreria algumas semanas depois, a 5 de Janeiro de 2008, de doença súbita, a caminho do Hospital do Montijo, onde foi declarado o óbito às 22h17.

## Homenagem
A Câmara Municipal de Lisboa homenageou Luiz Pacheco, atribuindo o seu nome a uma artéria pedonal de Marvila.

## Obras
- História antiga e conhecida in Bloco (vários autores). Reeditado em Crítica de circunstância e em 2002 com o nome "Os doutores, a salvação e o menino Jesus" (1946)
- Caca, cuspo & Ramela (1958?) (com Natália Correia e Manuel de Lima)
- Carta-Sincera a José Gomes Ferreira (1958)
- O Teodolito (1962)
- Surrealismo/Abjeccionismo (antol.org: Mário Cesariny, c/versão abreviada d'O Teodolito (1963)
- Comunidade (1964)
- Crítica de Circunstância (1966)
- Textos Locais (1967)
- O Libertino Passeia por Braga, a Idolátrica, o Seu Esplendor (escrito em 1961, publicado em 1970; 1992)
- Exercícios de Estilo (1971)
- Literatura Comestível (1972)
- Pacheco versus Cesariny (1974)
- Carta a Gonelha (1977)
- Textos de Circunstância (1977)
- Textos Malditos (1977)
- Textos de Guerrilha 1 (1979)
- Textos de Guerrilha 2 (1981)
- Textos do Barro (1984)
- O Caso das Criancinhas Desaparecidas (1986)
- Textos Sadinos (1991)
- O Uivo do Coiote (1992)
- Carta a Fátima (1992)
- Memorando, Mirabolando (1995)
- Cartas na Mesa (1996)
- Prazo de Validade (1998)
- Isto de estar vivo (2000)
- Uma Admirável Droga (2001)
- Os doutores, a salvação e o menino Jesus - Conto de Natal (2002)
- Mano Forte (2002)
- Raio de Luar (2003)
- Figuras, Figurantes e Figurões (2004) (selecção e prefácio de João Pedro George)
- Diário Remendado 1971-1975 (2005) (edição, fixação e posfácio de João Pedro George)
- Cartas ao Léu (2005)
- O crocodilo que voa (2008) (póstumo, coord. João Pedro George)
- Luiz Pacheco - 1 homem dividido vale por 2/Contraponto - Bibliografia (2009) (póstumo, coord. Luís Gomes)